# Lundby ängs naturreservat
Lundby ängs naturreservat är ett naturreservat i Hallsbergs kommun i Örebro län.
Området är naturskyddat sedan 2021 och är 49 hektar stort. Reservatet ligger vid västra stranden av Vibysjön och består av ett lövskogsområde med strandängar